# War (албум)
War је трећи албум ирске рок групе U2, издат у фебруару 1983. године.
Албум је снимљен у Виндмил лејн студиосу, између 17. маја и 20. августа 1982.

## Омот албума
Дјечак на омоту је Питер Рован, брат Боновог пријатеља, исти дјечак са албума Boy, Three, The Best of 1980-1990, и Early Demos.